# The Buccaneers (film, 1913)
Pour les articles homonymes, voir The Buccaneers.
The Buccaneers est un film américain réalisé par Otis Turner et sorti en 1913.
Frank Lloyd écrit le scénario, et joue le rôle de John Archer.

## Fiche technique
- Réalisation : Otis Turner
- Scénario : Frank Lloyd

## Distribution
- David Hartford : Jean La Fette
- Cleo Madison : la fille du gouverneur
- Frank Lloyd : John Archer
- Howard C. Hickman : Blackbeard
- Antrim Short : John Archer enfant
- Joseph Singleton
- Joseph Callahan
- Laura Oakley
- J. Frank Burke